# Btissam Sadini
Btissam Sadini, née le 9 février 1998, est une karatéka marocaine.

## Carrière
Btissam Sadini remporte la médaille d'argent des moins de 61 kg et la médaille de bronze de kumite par équipe aux Championnats d'Afrique 2018 à Kigali.
Aux Championnats du monde de karaté 2018 à Madrid, elle est médaillée de bronze des moins de 61 kg.
Elle remporte la médaille de bronze en kumite des moins de 61 kg aux Championnats d'Afrique de karaté 2019 à Gaborone. Aux Jeux africains de 2019 à Rabat, elle est médaillée d'or en kumite par équipes et médaillée de bronze en kumite des moins de 61 kg.
Btissam Sadini remporte la médaille d'argent en kumite des moins de 61 kg et en kumite par équipe aux Championnats d'Afrique 2020 à Tanger.